# Gegants del Poble Espanyol
Els Gegants del Poble Espanyol de Montjuïc, anomenats Marcel i Clara, són unes figures que representen els primers visitants d'aquest recinte, inaugurat l'any 1929 amb motiu de la Segona Exposició Internacional. Són ben plantats, elegants i porten un vestuari característic de la societat benestant de l'època.
La parella gegant es va construir el 1988 al taller imatger de Can Boter, a Tiana, per encàrrec de Poble Espanyol mateix, que volia unes figures pròpies que participessin en les festes que organitzava.
En Marcel i la Clara surten amb quatre gegantons, la Rosalia, en Feliu, la Paulina i l'Andreu, que representen les estacions de l'any. També els acompanya la gegantona de l'actriu catalana Mary Santpere, la Reina del Paral·lel. Tots plegats es deixen veure en actes i celebracions del recinte del Poble Espanyol i en cercaviles o trobades de fora quan hi són convidats.